# RIM-161 Standard Missile 3
RIM-161 Standard Missile 3 (SM-3) este un sistem antirachetă naval, utilizat de către Forțele Navale ale Statelor Unite pentru a intercepta rachetele avioanelor, navelor, cele de croazieră și cele intercontinentale, ca parte a Sistemului de Apărare Antirachetă Aegis. Deși a fost proiectat în primul rând ca un sistem antirachetă, SM-3 a fost folosit de asemenea și împotriva unui satelit aflat pe orbita terestră joasă. Sistemul SM-3 este folosit și testat în principal de către Forțele Navale ale Statelor Unite, fiind utilizat și de către Forțele Maritime Japoneze de Autoapărare. O versiune terestră (Block IB) a rachetei va fi amplasată pe teritoriul României și Poloniei începând cu 2015, având în vedere dezvoltarea rachetelor balistice iraniene cu rază medie de acțiune, care pot atinge teritoriul românesc și al altor aliați ai Statelor Unite. 

## Dezvoltare
Sistemul antirachetă SM-3 a evoluat din sistemul antiaerian și antinavă SM-2 Block IV. SM-3 folosește același propulsor auxiliar al rachetei Block IV pentru prima și a doua treaptă, precum și același control al direcției și al orientării rachetei pentru jumătatea zborului folosit la intrarea în atmosferă. Pentru a susține raza de acoperire extinsă a unei interceptări exo-atmosferice, SM-3 are și a treia treaptă care conține un motor de rachetă cu dublu puls pentru faza inițială de zbor exo-atmosferic.
Pe 18 mai 2010, Agenția Apărării Antirachetă din SUA a răspuns unui raport al problemelor sistemului SM-3 din New York Times, menționând că raportul este greșit și că testele rachetei au fost un succes.

## Utilizare

### Statele Unite ale Americii

#### Antirachetă
În septembrie 2009, președintele Barack Obama a anunțat modificarea planurilor referitoare la scutul antirachetă din Europa de Est din timpul mandatului fostului președinte George W. Bush. Până la finalizarea noului plan care va fi implementat în patru faze, protecția va fi asigurată de către navele de război dotate cu sistemul Aegis. Sistemul SM-3 s-a dovedit a fi unul dintre cele mai bune sisteme antirachetă folosite de către Statele Unite ale Americii.

#### Anti-satelit
Pe 14 februarie 2008, oficialii Statelor Unite au anunțat că intenționează să utilizeze o rachetă SM-3 modificată, lansată de un grup de trei nave de război din Pacificul de Nord, pentru a distruge satelitul american USA 193 la o altitudine de 240 de kilometri chiar înainte ca acesta să reintre în atmosferă. Intenția declarată a fost aceea de a "reduce riscul asupra ființelor umane", din cauza hidrazinei toxice folosite drept combustibil de către satelit.  Un purtător de cuvânt a declarat că programul software a fost modificat pentru a îmbunătăți șansele ca senzorii rachetei să recunoască satelitul drept țintă, având în vedere că racheta SM-3 nu a fost proiectată pentru operațiuni anti-satelit.
Pe 21 februarie 2008 la ora 3:26 AM (UTC), nava de război USS Lake Erie, un crucișător purtător de rachete din clasa Ticonderoga, a lansat o singură rachetă SM-3 care a lovit și a distrus satelitul defect, având o viteză la impact de 36 667 km/h când satelitul se afla la o altitudine de 247 de kilometri deasupra Oceanului Pacific. Navele USS Decatur, USS Russell, precum și alți senzori aerieni, navali și tereștri au fost implicați în operațiune.

### Japonia

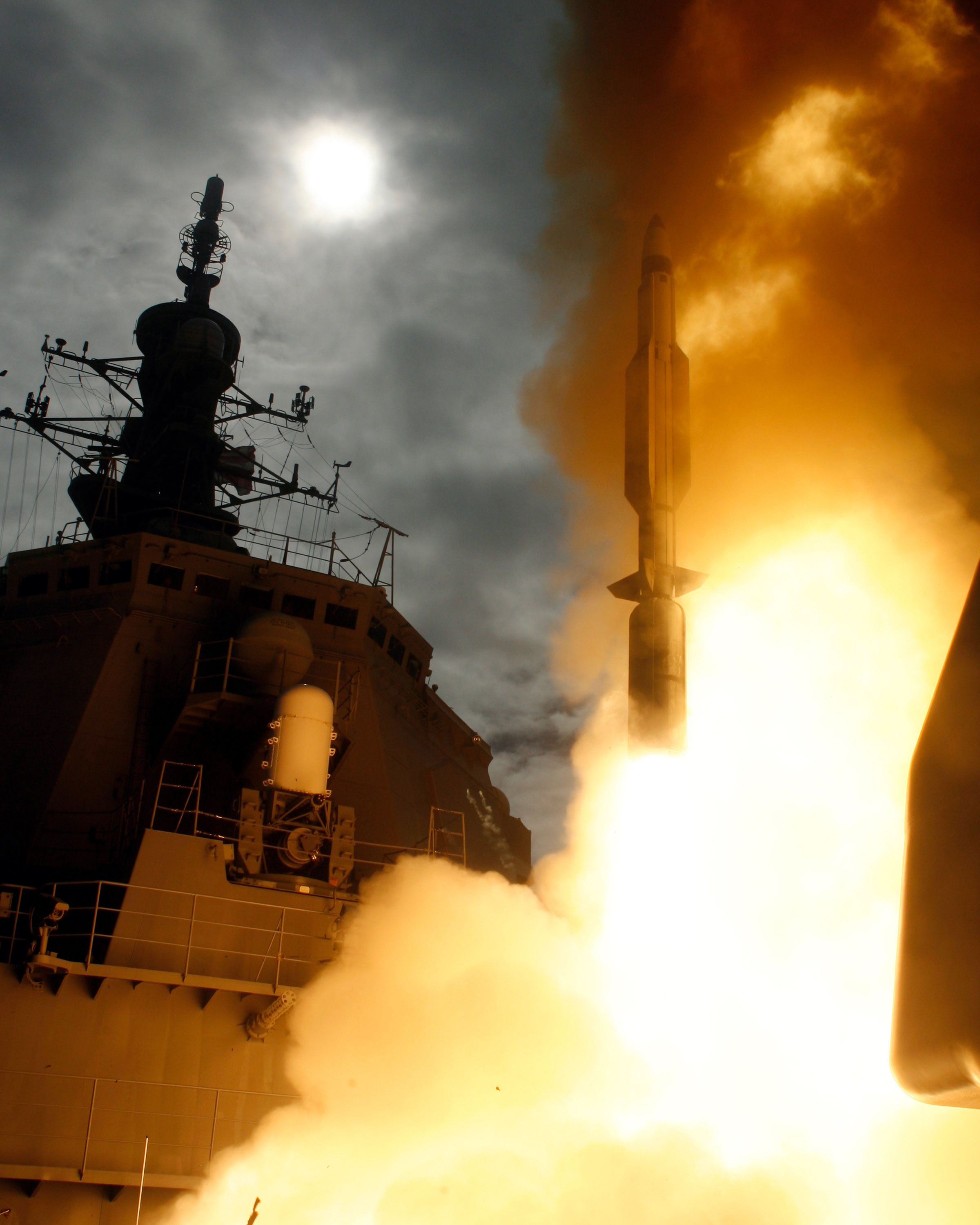
Lansarea unei rachete SM-3 de către distrugătorul purtător de rachete JDS Kongō.

În luna decembrie a anului 2007, Japonia a testat cu succes un sistem SM-3 Block IA aflat la bordul navei de război JDS Kongō împotriva unei rachete balistice. A fost prima dată când o navă japoneză a fost utilizată pentru lansarea unei rachete interceptoare în timpul unui test al sistemului antirachetă Aegis. În testele anterioare, Forțele Maritime Japoneze de Autoapărare asiguraseră urmărirea continuă a coordonatelor țintei și comunicațiile.
În luna noiembrie a anului 2008, un al doilea test, desfășurat în comun cu forțele navale americane de pe nava JDS Chōkai, a fost un eșec. După o analiză a evenimentelor care au condus la insuccesul testului anterior, un alt exercițiu a avut loc pe nava de război JDS Myōkō în luna octombrie a anului 2009. Testul a avut drept rezultat interceptarea țintei, fiind un succes.
Un alt test reușit a avut loc pe nava JDS Kirishima pe 28 octombrie 2010. Racheta țintă a fost lansată de către Centrul de Lansare a Rachetelor din Kauai al Forțelor Navale ale Statelor Unite. Echipajul navei Kirishima, acționând în largul coastelor insulei Kauai, a detectat și a urmărit ținta înainte de a lansa o rachetă SM-3 Block IA.

### Polonia
Pe 3 iulie 2010, Polonia și Statele Unite ale Americii au semnat un acord privind apărarea antirachetă. În virtutea acestuia, sistemele terestre SM-3 vor fi instalate în Polonia. Acest plan a fost acceptat ca o alternativă existentă și testată a interceptorilor antirachetă care au fost propuși de administrația Bush, care se află încă în faza de proiectare. Secretarul de Stat Hillary Clinton, prezentă la semnarea acordului în Cracovia împreună cu ministrul de externe Radoslaw Sikorski, a subliniat faptul că programul antirachetă este destinat protecției împotriva rachetelor iraniene și că nu este îndreptat împotriva Rusiei.

### România
Pe 4 februarie 2010, Consiliul Suprem de Apărare a Țării a răspuns afirmativ la invitația SUA de a amplasa instalații terestre antirachetă SM-3 în România pentru a proteja sudul Europei de rachetele iraniene cu rază scurtă și intermediară de acțiune. Sistemele vor fi operaționale începând cu anul 2015. Pe 2 mai 2011, președintele Traian Băsescu a anunțat decizia CSAT și a consilierilor SUA privind amplasarea instalațiilor de lansare. Sistemul SM-3 din România va fi instalat la fosta bază aeriană Deveselu din județul Olt. Baza aeriană a fost desființată în 2002 și se află în prezent în conservare. Costul reabilitării bazei aeriene și al instalării sistemului SM-3 este de 400 de milioane de dolari, iar costul anual al întreținerii este estimat la 20 de milioane de dolari, ambele fiind suportate de către Statele Unite ale Americii.
Sistemul antirachetă de la Deveselu va consta în 3 baterii cu 24 de rachete SM-3 Block IB, deservite de aproximativ 200 de soldați americani (cu un maxim de 500). Baza aeriană va fi sub comanda Forțelor Aeriene Române. România va suporta costurile punerii la dispoziție a bazei aeriene și cele ale asigurării pazei.